# Парнок, София Яковлевна
Софи́я Я́ковлевна Парно́к (30 июля [11 августа] 1885, Таганрог — 26 августа 1933, Каринское, Московская область) — русская поэтесса и переводчица.

## Биография
София Парнок (настоящая фамилия Парно́х) родилась 30 июля (11 августа) 1885 в Таганроге, в зажиточной еврейской семье. Сестра известного музыкального деятеля, поэта и переводчика Валентина Парнаха и поэтессы Елизаветы Тараховской.
Отец — Яков Соломонович Парнох (1853—1913), провизор и владелец аптеки, потомственный почётный гражданин. Мать — Александра Абрамовна Парнох, урождённая Идельсон (1857—1895), врач.
Ранняя смерть матери (она умерла вскоре после рождения двойни, Валентина и Елизаветы) и второй брак отца, в 1900 году женившегося на учительнице Александре Иосифовне Левенсон, сделали жизнь в таганрогском доме навсегда нестерпимой, а отношения с отцом — отчуждёнными.
После окончания с золотой медалью Таганрогской Мариинской гимназии (1894—1903) год жила в Швейцарии, где училась в Женевской консерватории, по возвращении в Россию занималась на Бестужевских курсах и в 1904—1905 годах в Санкт-Петербургской консеватории.
Печатать стихи начала с 1906 года. 9 сентября 1907 года в Петербурге вышла замуж за выпускника юридического факультета Императорского Санкт-Петербургского университета, литератора Владимира Михайловича Волькенштейна (брак был заключён по иудейскому обряду); после распада неудачного брака в мае 1909 года в Москве обращала своё чувство только на женщин, что нашло отражение в её лирике. К этому времени относится её роман с Н. П. Поляковой, которой посвящено много стихов Парнок. В 1909 году приняла православие.
С 1913 года сотрудничала в журнале «Северные записки», где кроме стихов публиковала переводы с французского и критические статьи под псевдонимом «Андрей Полянин». Парнок-критика высоко ценили современники; её статьи отличались ровным доброжелательным тоном и взвешенной оценкой достоинств и своеобразия конкретного поэта. Ей принадлежат сжатые и чёткие характеристики поэтики Мандельштама, Ахматовой, Ходасевича, Игоря Северянина и других ведущих поэтов 1910-х годов; признавая талант ряда акмеистов, она тем не менее отвергала акмеизм как школу. Парнок принадлежит (нехарактерное для неё по тону, но показательное для её представлений об искусстве) одно из наиболее ярких выступлений против Валерия Брюсова, «играющего роль великого поэта» (1917).
В 1914 году познакомилась с Мариной Цветаевой. У них был роман, который продолжался вплоть до 1916 года. Цветаева посвятила ей цикл стихотворений «Подруга» («Под лаской плюшевого пледа…» и др.).
Первый сборник «Стихотворения» вышел в Петрограде в 1916 году и встретил в общем положительные отклики критики.

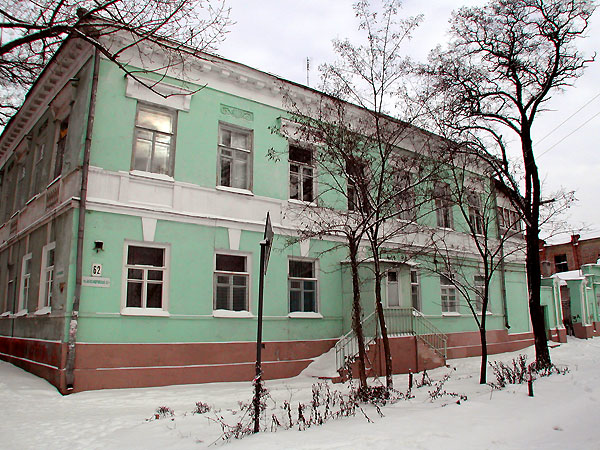
Дом семейства Парнок в Таганроге.

В 1917 году уехала в г. Судак (Крым), где прожила до начала двадцатых годов; среди её друзей этого периода Максимилиан Волошин, сёстры Аделаида и Евгения Герцык. В Судаке познакомилась с композитором А. Спендиаровым и по его просьбе начала работу над либретто оперы «Алмаст».
Вернувшись в Москву, занималась литературной и переводческой работой. Была одним из учредителей объединения «Лирический круг» и кооперативного издательства «Узел».
Выпустила в Москве четыре сборника стихов: «Розы Пиерии» (1922), «Лоза» (1923), «Музыка» (1926), «Вполголоса» (1928). Последние два сборника вышли в издательстве «Узел», причём «Вполголоса» — тиражом всего 200 экземпляров. Парнок продолжала после революции и литературно-критическую деятельность, в частности, именно она впервые назвала «большую четвёрку» постсимволистской поэзии — Пастернак, Цветаева, Ахматова, Мандельштам (1923, в статье «Б. Пастернак и др.»).
Парнок не примыкала ни к одной из ведущих литературных группировок. Она критически относилась как к новейшим течениям в современной ей литературе, так и к традиционной школе. Её поэзию отличает мастерское владение словом, блестящая эрудиция, музыкальный слух. В её последние сборники проникают разговорные интонации, ощущение «повседневности» трагедии; многие стихотворения посвящены физику-теоретику Нине Веденеевой — «Седой музе».
В московском Большом театре 24 июня 1930 года с триумфальным успехом состоялась премьера оперы А. Спендиарова «Алмаст» по её либретто.
В последние годы Парнок, лишённая возможности печататься, как многие литераторы, зарабатывала переводами. Тяжело переносила быт и культурную атмосферу 1920—1930-х годов.
Умерла от разрыва сердца 26 августа 1933 года в селе Каринском под Москвой. Похоронена в Москве, на Немецком (Введенском) кладбище в Лефортове (19 уч.). На её похоронах присутствовали Борис Пастернак и Густав Шпет. В некрологе Владислав Ходасевич написал: «Ею было издано много книг, неизвестных широкой публике — тем хуже для публики».
Возвращение Парнок в литературу состоялось благодаря Софье Поляковой, собравшей её поздние неопубликованные произведения и издавшей в 1979 в США все 261 стихотворение с подробным предисловием.

## Семья
- Отец — Яков Соломонович Парнох (1853—1912), провизор, владелец аптеки, член городской Думы Таганрога, потомственный почётный гражданин.
- Брат — Валентин Яковлевич Парнах, поэт, переводчик, музыкант, танцор, хореограф, зачинатель русского джаза.
  - Внучатый племянник — Максим Александрович Парнах, художник.
- Сестра — Елизавета Яковлевна Тараховская,  поэтесса, переводчик.
- Муж (1907—1909) — Владимир Михайлович Волькенштейн, русский поэт, драматург, театральный критик и сценарист.

## Книги С. Я. Парнок
- Стихотворения. — Петроград: Тип. Р. Голике и А. Вильборг, 1916. — 80 с.
- Розы Пиерии. — М.-Петроград: Творчество, 1922. — 32 с., 3 000 экз.
- Лоза: Стихи 1922 г. / Обл. В. Фаворского. — М.: Шиповник, 1923. — 45 с.
- Музыка. — М.: Узел, 1926. — 32 с., 700 экз.
- «Вполголоса», стихи 1926—1927, — М.: Узел, 1928. — 63 с., 200 экз.
- Собрание стихотворений / Подгот. текстов, вступ. ст. и коммент. С. В. Поляковой. — Ann Arbor: Ардис, 1979.
- Парнок Софья. Собрание сочинений. / Вст. статья, подготовка текста и примечание С. Поляковой. — СПб.: ИНАПРЕСС, 1998. — 544 с. — ISBN 5-87135-045-3.
- София Парнок. Стихотворения // Строфы века. Антология русской поэзии. / Под. ред. Е. Евтушенко. — М.: Полифакт, 1999. — ISBN 5-89356-006-X.
- София Парнок. Стихотворения // От символистов до обэриутов. Поэзия русского модернизма. Антология. В 2 кн. Кн 1. — М.: Эллис Лак, 2001. — 704 с. — ISBN 5-88889-047-2.
- София Парнок. Вполголоса: Стихотворения. — М.: О. Г. И., 2010. — 312 с. — ISBN 978-5-94282-534-8.

## Музыкальные интерпретации
- В 2002 году в рамках проекта «АЗиЯ+» певицей, поэтом и композитором Еленой Фроловой выпущен CD «Ветер из Виоголосы», песни на стихи Софии Парнок.